# 哈尔多尔·拉克斯内斯

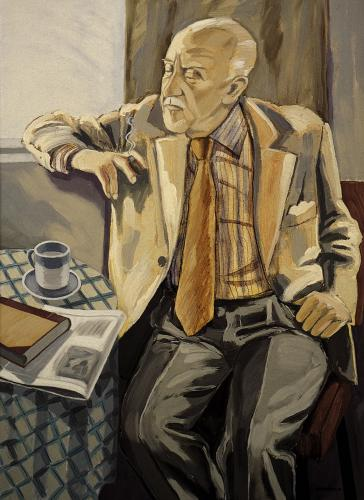
哈尔多尔·拉克斯内斯畫像，冰島畫家Einar Hákonarson繪於1984年

哈尔多尔·基尔扬·拉克斯内斯（冰島語：[ˈhaltour ˈcʰɪljan ˈlaksnɛs] ⓘ；本名哈尔多尔·格维兹永松（Halldór Guðjónsson），1902年4月23日—1998年2月8日），冰岛小说家，1955年诺贝尔文学奖获得者。主要作品有《独立的人民》(中譯一作《獨立的人們》)、《渔家女》(中譯一作《沙爾卡‧瓦爾卡》)、《原子站》、《快樂的流浪人》、《小小的故事》、《唱歌的魚》、《春返樂園》，以及《冰島的警鐘》《歡樂的少女》《哥本哈根之光》三部曲。另有劇作《燈罩遊戲》、回憶錄《詩人的時光》。哈尔多尔還翻譯海明威、泰戈爾的作品為冰島文。

## 生平
1903年4月23日出生于冰岛首都雷克雅未克。父亲是一个筑路工领班，在哈尔多尔3岁时，携家迁居雷克雅未克的乡下，开办了拉克斯内斯农场。哈尔多尔在此度过了他的童年，并以此农场作为他的笔名。他从小就表现出了过人的文学才华，7岁时就会写诗，编故事。他只在拉丁学校和一家雷克雅未克中学受过几年的正规教育，16岁时辍学离校自学，并开始了自己的写作生涯。
十七岁时，哈尔多尔发表了自己的第一部长篇小说《大自然之子》（或译为《自然之子》）（1919）。1923年，拉克斯内斯皈依天主教，进入卢森堡的一座本篤會修道院进行潜修，并用古代爱尔兰圣徒基利恩（Saint Kilian）的名字作为自己的中間名。他在修道院学习了两年的神学、哲学与拉丁语，并完成第二部长篇小说《在圣山下》（1924）。同年，前往英国在伦敦的耶稣会做了一段时间的研究工作。1925年又转赴意大利在罗马进修，并拟接受圣职。1927年发表自传体小说《伟大的克什米尔织工》（1927）。
1927年至1929年，哈尔多尔旅居加拿大和美国，在美國時開始傾向支持共產主義。1929年回到冰岛，结婚后定居于雷克雅未克，专心从事于文学创作。三十年代创作了三大长篇小说：《渔家女》（1931-1932）、《独立的人们》（1934-1935）、《世界之光》（1937-1940），从而奠定了他在北欧乃至世界文坛的地位。
1937-1938年他前往蘇聯旅行，回國後發表了讚揚蘇聯的遊記《俄罗斯探险》。書中提及他旁聽了第三次莫斯科审判，並似乎相信那些被告是有罪的，但又补充说这些并不重要：为了革命事业，必须要做出牺牲。
1941年他將海明威的《永別了，武器》譯成冰島文。1952年他獲得蘇聯頒發的国际斯大林和平奖。1955年獲得諾貝爾文學獎。1956年蘇聯出兵鎮壓匈牙利革命後，哈尔多尔對蘇聯日益不滿。晚年罹患阿茲海默症，在養老院中去世。

## 作品列表
部分作品列表

### 小说
- 《大自然之子》1919: Barn náttúrunnar
- 《在圣山下》1924: Undir Helgahnúk
- 《伟大的克什米尔织工》1927: Vefarinn mikli frá Kasmír
- 《莎尔卡·瓦尔卡》Salka Valka
- 《独立的人们（英语：Independent People）》Landnámsmaður Íslands
- 《世界之光》Ljós heimsins
- 《冰岛之钟（英语：Iceland's Bell）》Íslandsklukkan
- 《原子站（英语：The Atom Station）》1948: Atómstöðin
- 《会唱歌的鱼（英语：The Fish Can Sing）》1957: Brekkukotsannáll
- 《冰川下》1968: Kristnihald undir Jökli

### 戏剧
- 《银月亮》1954: Silfurtúnglið
- 《北方女孩》1972: Norðanstúlkan

### 诗集
- 《青年森林》1925: Únglíngurinn í skóginum

### 游记与散文
- 《人民之书》1929: Alþýðubókin
- 《天主教的信仰》1925: Kaþólsk viðhorf
- 《在波罗的海》1933: Í Austurvegi
- 《俄罗斯探险》1938: Gerska æfintýrið
- 《回忆录（四卷）》1975: Í túninu heima, part I

1976: Úngur eg var, part II
1978: Sjömeistarasagan, part III
1980: Grikklandsárið, part IV

## 作品在台灣的出版
- 諾貝爾文學獎全集編譯委員會/編譯，《拉克斯尼斯(1955)/希梅尼斯(1956)》，台北市：九華出版：環華發行，1981年。
- 宋樹涼/譯，《獨立之子》，台北市：遠景出版，1992年再版。

## 作品在大陆的出版
- 《独立的人们》薛鸿时、华萱译，上海文艺出版社。1983
- 《原子站》郭恕可译，作家出版社。1957
- 《被出卖的摇篮曲》郭恕可、李醒译，人民文学出版社，1959
- 《莎尔卡·瓦尔卡》傅石球、顾生根，上海译文出版社，1989
- 《萨尔卡·瓦尔卡》张福生，漓江出版社，2002
- 《冰岛姑娘》双璧、浦蔺，湖南人民出版社，1985